# Cidade dos Funcionários

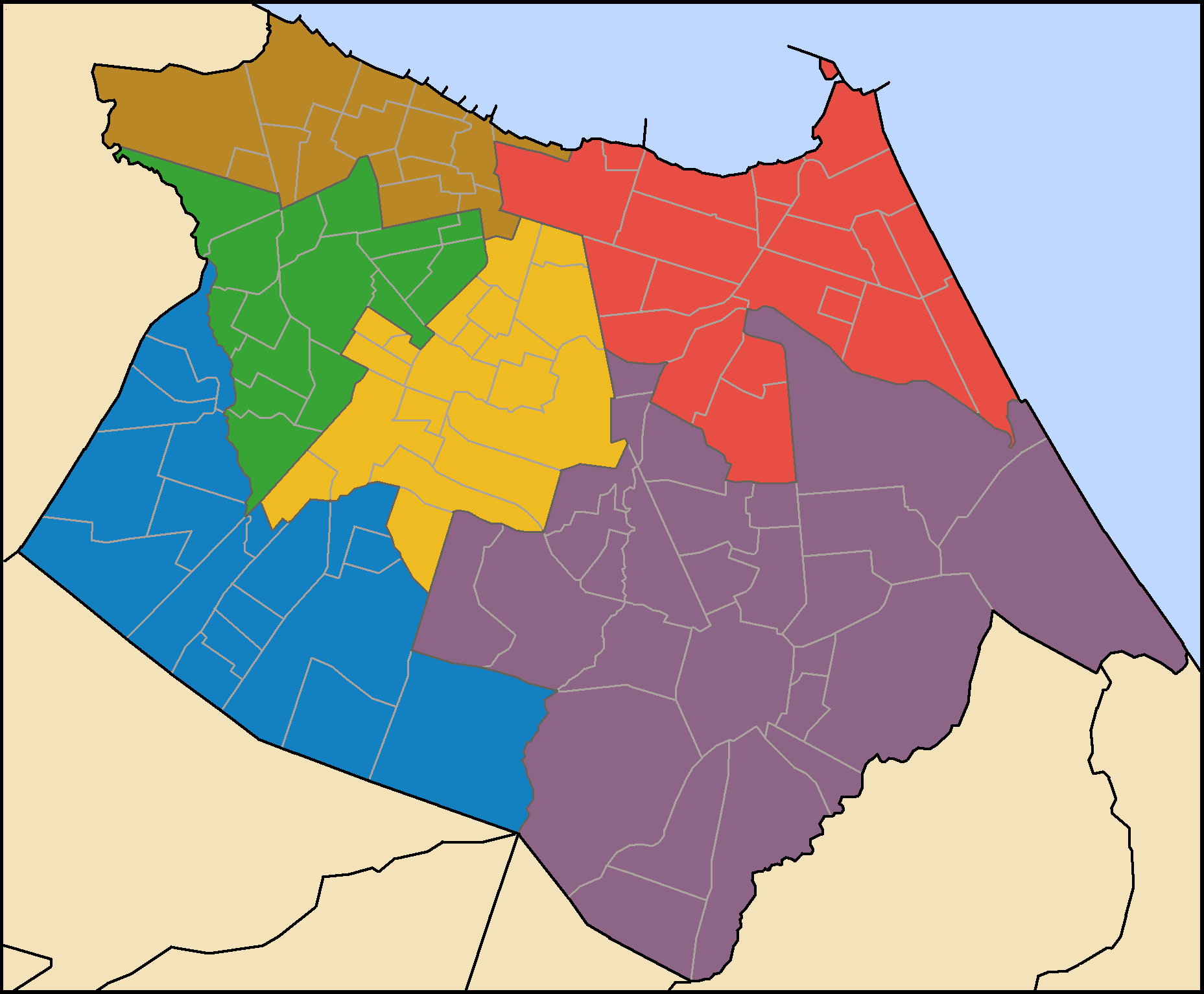
Localisation du SER VI (en mauve):
SER I
SER II
SER III
SER IV
SER V
SER VI

Cidade dos Funcionários est un quartier de la ville de Fortaleza, au Brésil. Il est situé dans le secrétariat exécutif régional (SER) VI.